# I Knew You Were Trouble
I Knew You Were Trouble è un singolo della cantautrice statunitense Taylor Swift, pubblicato il 10 dicembre 2012 come terzo estratto dal quarto album in studio Red.
Il brano ha raggiunto la vetta della classifica iTunes canadese e statunitense poche ore dopo la sua pubblicazione. Il singolo ha venduto 5 milioni di copie negli Stati Uniti, e circa 7,6 milioni mondialmente. Il brano, presentato a Good Morning America e composto da Swift, Max Martin e Shellback, è incentrato sulla frustrazione che si prova verso sé stessi quando si ha il cuore spezzato, perché nonostante i segnali d'allarme (descritte come «bandiere rosse» dalla cantante) si è comunque andati verso quella persona.

## Accoglienza
Zara Golden di VH1 ha definito la scelta di Swift di sperimentare nuovi generi, come in I Knew You Were Trouble, divertente ed ha aggiunto che è «eccitante ascoltare Taylor che getta la maschera da brava ragazza per mostrare un suo lato cattivo come questo», e se la sperimentazione di nuovi sound le ha permesso di tirare fuori sentimenti come questo è un bene che lo abbia fatto.

## Video musicale
Il video ufficiale del singolo è stato pubblicato il 13 dicembre 2012. Il video è stato diretto da Anthony Mandler e vede l'apparizione, nel ruolo del fidanzato di Swift, di Reeve Carney, attore che ha interpretato Peter Parker nella produzione di Broadway Spider-Man: Turn Off the Dark.
All'inizio del video c'è un monologo che recita:
"Credo che quando tutto finisce ogni cosa torna alla mente come dei flash. Avete presente, no? È come un caleidoscopio di ricordi; tutto torna indietro. Ma lui no. Penso che una parte di me sapesse che sarebbe 
accaduto già nell'istante in cui l'ho visto. Non è qualcosa che ha detto o che ha fatto, è stata una sensazione che è arrivata in quel momento. Sapevo che il suo mondo si muoveva troppo velocemente e bruciava troppo luminoso, ma ho pensato: ‘quanto può essere diabolico essere attratti da qualcuno che sembra così angelico quando ti sorride?' Forse ne era consapevole quando mi ha vista. Mi chiedo se ho semplicemente perso il mio equilibrio. Credo che la parte peggiore di tutto questo non sia stata perdere lui, ma perdere me stessa."
A proposito del video la cantante ha commentato: «Appena ho iniziato a scrivere questa canzone, sapevo che sarebbe stata diversa da qualsiasi altra cosa dell'album, quindi sapevo di volere che il video fosse diverso da qualsiasi cosa avessi mai fatto. Ho voluto raccontare la storia di una ragazza caduta in un mondo che è troppo veloce per lei, e ne subisce le conseguenze».
Il video ha ottenuto la certificazione Vevo.

## Tracce
Download digitale
1. I Knew You Were Trouble – 3:40

## Classifiche

### Classifiche settimanali
| Classifica (2012)       | Posizione massima |
| ----------------------- | ----------------- |
| Australia               | 3                 |
| Austria                 | 6                 |
| Belgio (Fiandre)        | 10                |
| Belgio (Vallonia)       | 32                |
| Canada                  | 2                 |
| Danimarca               | 3                 |
| Francia                 | 14                |
| Giappone                | 54                |
| Germania                | 9                 |
| Irlanda                 | 4                 |
| Lussemburgo             | 6                 |
| Nuova Zelanda           | 3                 |
| Paesi Bassi             | 27                |
| Regno Unito             | 2                 |
| Repubblica Ceca         | 1                 |
| Slovacchia              | 22                |
| Spagna                  | 17                |
| Stati Uniti             | 2                 |
| Stati Uniti (adult pop) | 1                 |
| Stati Uniti (pop)       | 1                 |
| Svizzera                | 8                 |

### Classifiche di fine anno
| Classifica di fine anno (2012) | Posizione |
| ------------------------------ | --------- |
| Australia                      | 27        |
| Classifica di fine anno (2013) | Posizione |
| Australia                      | 55        |

## I Knew You Were Trouble (Taylor's Version)
In seguito alla controversia con la sua precedente casa discografica e la vendita dei master delle pubblicazioni precedenti al suo contratto con la Republic Records, Swift ha cominciato a ri-registrare tutta la sua discografia dal 2006 al 2019, includendo anche brani non inclusi in alcun album in studio. Ogni reincisione presenta la dicitura Taylor's Version nel titolo, per distinguerla dall'incisione originale e quindi dal master non di proprietà della cantautrice.
Il 12 novembre 2021 Taylor Swift ha ripubblicato il brano sotto il nome I Knew You Were Trouble (Taylor's Version), incluso nell'album Red (Taylor's Version).

### Classifiche
| Classifica (2021) | Posizione massima |
| ----------------- | ----------------- |
| Australia         | 21                |
| Canada            | 29                |
| Nuova Zelanda     | 26                |
| Singapore         | 13                |
| Stati Uniti       | 46                |
| Sudafrica         | 92                |

## Cover
- Il primo gennaio 2013 i Walk off the Earth hanno pubblicato sul loro canale ufficiale di YouTube una cover beatbox della canzone.

## Premi
- Si aggiudica miglior video femminile agli MTV Video Music Awards 2013